# Tiszakécske
Tiszakécske est une ville du comitat de Bács-Kiskun, en Hongrie, formée par la réunion d'Ókécske (« ancien Kécske ») et d'Újkécske (« nouveau Kécske ») en 1950.

## Géographie
Tiszakécske se trouve à 32 km à l'est de Kecskemét et à 102 km au sud-est de Budapest.

## Population
Recensements ou estimations de la population :
| 1870  | 1880  | 1890  | 1900   | 1910   |
| ----- | ----- | ----- | ------ | ------ |
| 6 143 | 7 303 | 9 785 | 10 660 | 11 514 |

| 1920   | 1930   | 1941   | 1949   | 1960   |
| ------ | ------ | ------ | ------ | ------ |
| 12 190 | 13 149 | 13 460 | 13 590 | 13 207 |

| 1970   | 1980   | 1990   | 2001   | 2011   |
| ------ | ------ | ------ | ------ | ------ |
| 12 378 | 12 150 | 11 649 | 11 915 | 11 294 |

## Jumelages
- Lübbecke (Allemagne)